# Korom Mihály (történész)
Korom Mihály (Magyarcsanád, 1928. július 1. – Budapest, 2014. február 22.) magyar történész, egyetemi tanár. A történelemtudományok kandidátusa (1957), a történelemtudományok doktora (1976).

## Életpályája
Szülei Korom Mihály és Bakai Margit. Középiskoláját Makón végezte el. 1948–1952 között az ELTE Bölcsészettudományi Karának hallgatója volt. 1949–1950 között a Bukaresti Egyetemen is tanult. 1952–1957 között tudományos kutatóként dolgozott. 1953–1957 között Moszkvában aspiráns volt. 1957–1960 között a Párttörténeti Intézet tudományos titkára volt. 1960–1967 között a József Attila Tudományegyetem tanszékvezető docense volt. 1968–1975 között az ELTE Bölcsészettudományi Karának docenseként dolgozott. 1975–1990 között egyetemi tanár volt. 1975–1978 között az Új Magyar Központi Levéltár főigazgatója volt. 1978–1983 között a Kossuth Lajos Tudományegyetemen oktatott. 1983–1989 között az MSZMP Politikai Főiskola egyetemi tanára volt.
Kutatási területe Magyarország legújabb kori története, a II. világháború, az ellenállási mozgalmak és a népi demokratikus országok története.

## Magánélete
1955-ben házasságot kötött Kiss Etelkával. Két gyermekük született: Mihály (1958) és Zsuzsanna (1961).

## Művei
- A magyar munkásmozgalom 1939-1945 (1959)
- A fasizmus bukása Magyarországon 1943-1945 (Budapest, 1961)
- A kommunista párt harca a munkásosztály vezette parasztegység megteremtéséért a második világháború időszakában (1964)
- Makó, az első felszabadult magyar város II. (1974)
- A Hitler-ellenes nemzeti kormány megteremtésének főbb kérdései Magyarországon a háború idején (1974)
- A magyar népi demokrácia története 1944-1962 (1978)
- Magyarország Ideiglenes Nemzeti Kormánya és a fegyverszünet 1944–1945 (Budapest, 1981)
- Népi demokráciánk születése (1981)
- Magyarország felszabadulásának megindulása (1982)
- A népi bizottságok és a közigazgatás Magyarországon 1944–1949 (Budapest, 1984)
- Magyarország 1944-ben (1984)
- Politikuspályák (1984)
- A magyar népi demokrácia első évei (1986)
- Történelmi pillanat I. (1986)
- A népi demokratikus forradalmak elméleti és történeti kérdései (1986)
- A magyar fegyverszünet, 1945 (1987)
- A felszabadulás utáni történetünkről (1987)
- A személyi kultusz néhány kérdése és az európai népi demokráciák (Budapest, 1987)
- Tanulmányok Erdély történetéből (1988)
- Magyar hétköznapok. Rákosi Mátyás két emigrációja között, 1944-1956 (1988)
- A szocializmus koncepciói és gyakorlata az 1950-es években (1989)
- Felszabadulás és/vagy megszállás? (Budapest, 1990)
- Fejezetek az ellenállás történetéből (1994)
- Az 1944. év históriája (1994)
- Az Ideiglenes Nemzetgyűlés és az Ideiglenes Nemzeti Kormány, 1944–1945 (Budapest, 1995)
- A magyarországi németek hozzájárulása a közös haza építéséhez (1996)
- A magyarországi németek elhurcolása és elüldözése (1996)
- A Márciusi Front (1997)
- Finnország önvédelmi háborúja (2000)

## Díjai
- Akadémiai Díj (1963)